# 東京二
東 京二（あずま きょうじ、1935年11月5日 - ）は、漫談家・漫才師。北海道出身（漫才協会のプロフィールでは函館市、落語協会のプロフィールでは札幌市）。本名：神田 公司。

## 芸歴
- 1957年：俳優座養成所の研究生となる。
- 1961年：Wけんじ門下で芸人に転身。
- 1963年：東京太とコンビ「西菊二・若二」を結成。
- 1966年：「東京二・京太」と改名。
- 1969年：第17回NHK新人漫才コンクール優勝。
- 1973年：漫才協団真打に昇進。
- 1985年：東京二・京太、解散。
- 1986年：妻と東京二・笑子を結成。
- 2003年：東京二・笑子、解散
- 2004年：弟子の東たかしと東京二・たかしを結成
- 2008年：東京二・たかし、解散。原因は京二が「寄席はボランティア」と たかしに吹き込み ギャラを配分せず多くもらっていたことを知った たかしが激昂し解散。京二は漫談家としてピン芸人となる。
- 2022年12月31日：「東京二・たかし」として、浅草演芸ホール「落語協会釣り落としの会」興行より約14年ぶりにコンビを再結成する。
- 2023年：「J・J京二・たかし」となる。J・Jの意味は”じいじ（祖父）”。ステージに登場した際に、客席の子供から「おじいちゃん！」の声援に、たかしが「うるせぇクソガキ」と返したことがあったが、その子供がコロナ禍で数年会っていなかった たかしの孫だと後に知り、反省を込めてコンビ名につけた。
- 2024年3月：「J・J京二・たかし」解散[1]。